# اوربار (ماین-کبلنتس)
اوربار (به آلمانی: Urbar) یک شهر در آلمان است که در ماین-کبلنتس واقع شده‌است. اوربار ۳٬۱۱۴ نفر جمعیت دارد.